# Les Villettes
Les Villettes – miejscowość i gmina we Francji, w regionie Owernia-Rodan-Alpy, w departamencie Górna Loara.
Według danych na rok 1990 gminę zamieszkiwały 592 osoby, a gęstość zaludnienia wynosiła 50 osób/km² (wśród 1310 gmin Owernii Les Villettes plasuje się na 355. miejscu pod względem liczby ludności, natomiast pod względem powierzchni na miejscu 747.).